# Porfirio Lobo Sosa
Porfirio Lobo Sosa (sinh ngày 22 tháng 12 năm 1947), còn có tên là Pepe Lobo, là một chính khách Honduras và là một người chủ đất nông nghiệp, đảng viên của Đảng Dân tộc một đảng chính trị bảo thụ trung hữu, hiện là Tổng thống mới được bầu của quốc gia này. Là một dân biểu Quốc hội Honduras từ năm 1990, ông đã là Chủ tịch Quốc hội Honduras từ năm 2002 đến năm 2006. Ông đã xếp hạng nhì sau Manuel Zelaya với 46% số phiếu bầu trong cuộc tổng tuyển cử năm 2005, ông đã ủng hộ việc phế và trục xuất Zelaya và thay thế bằng Roberto Micheletti trong đợt khủng hoảng hiến pháp Honduras năm 2009. Ông được bầu làm tổng thống trong cuộc tổng tuyển cử năm 2009 và nhậm chức ngày 27 tháng 1 năm 2010.
Lobo sinh ra ở Trujillo và lớn lên ở La Empalizada gần Juticalpa, Olancho. Cha mẹ ông là don Porfirio José Lobo López và doña Rosa Sosa Hernández de Lobo, đều qua đời. 